# IIHF European Women Champions Cup 2011/12
Der IIHF European Women Champions Cup 2011/12 war die achte Austragung des von der Internationalen Eishockey-Föderation IIHF ausgetragenen Wettbewerbs. Am vom 28. Oktober 2011 bis 26. Februar 2012 ausgetragenen Turnier nahmen 20 Mannschaften aus 20 Ländern teil. Die Finalrunde wurde vom 24. bis 26. Februar 2012 im finnischen Hämeenlinna ausgetragen.
Zum vierten Mal in der Geschichte des European Women Champions Cup war keiner der Finalrundenteilnehmer gesetzt. Die vier Finalteilnehmer werden in zwei Qualifikationsrunden ermittelt.

## Vorrunde
Die Spiele der Vorrunde fanden vom 28. bis 30. Oktober 2011 statt. Als Austragungsort für die Gruppe A fungierte das polnische Bytom, im rumänischen Miercurea Ciuc wurden die Spiele der Gruppe B ausgetragen, im lettischen Riga fanden die Paarungen der Gruppe C statt und die Gruppe D wurden im slowakischen Spišská Nová Ves ausgespielt.
Die Erstplatzierten der Gruppen A und D qualifizierten sich zur Teilnahme in der Gruppe E, während die Sieger der Gruppen B und C in die Gruppe F gesetzt wurden.

### Gruppe A
| 28. Oktober 2011 16:00 Uhr | ESC Planegg/Würmtal | 6:0 (2:0, 2:0, 2:0) Spielbericht | HC Bozen | Ośrodka Sportu i Rekreacji Bytom, Bytom Zuschauer: nicht bekannt |

| 28. Oktober 2011 19:30 Uhr | Polonia Bytom | 10:2 (1:1, 5:1, 4:0) Spielbericht | Valladolid Panteras | Ośrodka Sportu i Rekreacji Bytom, Bytom Zuschauer: nicht bekannt |

| 29. Oktober 2011 15:00 Uhr | ESC Planegg/Würmtal | 22:0 (3:0, 8:0, 11:0) Spielbericht | Valladolid Panteras | Ośrodka Sportu i Rekreacji Bytom, Bytom Zuschauer: 30 |

| 29. Oktober 2011 18:30 Uhr | Polonia Bytom | 3:6 (0:2, 3:1, 0:3) Spielbericht | HC Bozen | Ośrodka Sportu i Rekreacji Bytom, Bytom Zuschauer: 299 |

| 30. Oktober 2011 14:30 Uhr | HC Bozen | 9:0 (3:0, 2:0, 4:0) Spielbericht | Valladolid Panteras | Ośrodka Sportu i Rekreacji Bytom, Bytom Zuschauer: 20 |

| 30. Oktober 2011 18:00 Uhr | ESC Planegg/Würmtal | 19:0 (5:0, 6:0, 8:0) Spielbericht | Polonia Bytom | Ośrodka Sportu i Rekreacji Bytom, Bytom Zuschauer: 299 |

| Pl. |                     | Sp | S | OTS | OTN | N | Tore  | Punkte |
| --- | ------------------- | -- | - | --- | --- | - | ----- | ------ |
| 1.  | ESC Planegg/Würmtal | 3  | 3 | 0   | 0   | 0 | 47:0  | 9      |
| 2.  | HC Bozen            | 3  | 2 | 0   | 0   | 1 | 15:09 | 6      |
| 3.  | Polonia Bytom       | 3  | 1 | 0   | 0   | 2 | 13:17 | 3      |
| 4.  | Valladolid Panteras | 3  | 0 | 0   | 0   | 3 | 02:51 | 0      |

### Gruppe B
| 28. Oktober 2011 16:00 Uhr | HK Pantera Minsk | 8:0 (2:0, 2:0, 4:0) Spielbericht | Milenyum Ankara | Vákár Lajos Műjégpálya, Miercurea Ciuc Zuschauer: 20 |

| 28. Oktober 2011 19:30 Uhr | Brûleurs de Loups de Grenoble | 18:0 (6:0, 6:0, 6:0) Spielbericht | HSC Csíkszereda | Vákár Lajos Műjégpálya, Miercurea Ciuc Zuschauer: 50 |

| 29. Oktober 2011 16:00 Uhr | HK Pantera Minsk | 0:3 (0:0, 0:2, 0:1) Spielbericht | Brûleurs de Loups de Grenoble | Vákár Lajos Műjégpálya, Miercurea Ciuc Zuschauer: 30 |

| 29. Oktober 2011 19:30 Uhr | HSC Csíkszereda | 5:2 (2:0, 3:2, 0:0) Spielbericht | Milenyum Ankara | Vákár Lajos Műjégpálya, Miercurea Ciuc Zuschauer: 50 |

| 30. Oktober 2011 16:00 Uhr | Milenyum Ankara | 0:14 (0:7, 0:4, 0:3) Spielbericht | Brûleurs de Loups de Grenoble | Vákár Lajos Műjégpálya, Miercurea Ciuc Zuschauer: 50 |

| 30. Oktober 2011 19:30 Uhr | HSC Csíkszereda | 0:14 (0:6, 0:5, 0:3) Spielbericht | HK Pantera Minsk | Vákár Lajos Műjégpálya, Miercurea Ciuc Zuschauer: 100 |

| Pl. |                               | Sp | S | OTS | OTN | N | Tore  | Punkte |
| --- | ----------------------------- | -- | - | --- | --- | - | ----- | ------ |
| 1.  | Brûleurs de Loups de Grenoble | 3  | 3 | 0   | 0   | 0 | 35:0  | 9      |
| 2.  | HK Pantera Minsk              | 3  | 2 | 0   | 0   | 1 | 22:03 | 6      |
| 3.  | HSC Csíkszereda               | 3  | 1 | 0   | 0   | 2 | 05:34 | 3      |
| 4.  | Milenyum Ankara               | 3  | 0 | 0   | 0   | 3 | 02:27 | 0      |

### Gruppe C
| 28. Oktober 2011 16:00 Uhr | Herlev Hornets | 5:3 (2:2, 1:0, 2:1) Spielbericht | Sparta Sarpsborg | Volvo Sports Centre, Riga Zuschauer: 56 |

| 28. Oktober 2011 19:30 Uhr | SHK Laima Riga | 4:3 n. P. (2:2, 1:1, 0:0, 0:0, 1:0) Spielbericht | Sheffield Shadows | Volvo Sports Centre, Riga Zuschauer: 127 |

| 29. Oktober 2011 15:00 Uhr | Sparta Sarpsborg | 4:5 n. P. (2:0, 0:2, 2:2, 0:0, 0:1) Spielbericht | Sheffield Shadows | Volvo Sports Centre, Riga Zuschauer: 89 |

| 29. Oktober 2011 18:30 Uhr | SHK Laima Riga | 0:2 (0:0, 0:1, 0:1) Spielbericht | Herlev Hornets | Volvo Sports Centre, Riga Zuschauer: 97 |

| 30. Oktober 2011 13:00 Uhr | Sheffield Shadows | 1:4 (0:2, 1:1, 0:1) Spielbericht | Herlev Hornets | Volvo Sports Centre, Riga Zuschauer: 51 |

| 30. Oktober 2011 16:30 Uhr | Sparta Sarpsborg | 3:2 (0:0, 0:2, 3:0) Spielbericht | SHK Laima Riga | Volvo Sports Centre, Riga Zuschauer: 163 |

| Pl. |                   | Sp | S | OTS | OTN | N | Tore  | Punkte |
| --- | ----------------- | -- | - | --- | --- | - | ----- | ------ |
| 1.  | Herlev Hornets    | 3  | 3 | 0   | 0   | 0 | 11:04 | 9      |
| 1.  | Sparta Sarpsborg  | 3  | 1 | 0   | 1   | 1 | 10:12 | 4      |
| 2.  | Sheffield Shadows | 3  | 0 | 1   | 1   | 1 | 09:12 | 3      |
| 3.  | SHK Laima Riga    | 3  | 0 | 1   | 0   | 2 | 06:08 | 2      |

### Gruppe D
| 28. Oktober 2011 16:00 Uhr | HC Slavia Prag | 2:6 (1:1, 1:3, 0:2) Spielbericht | EHV Sabres Wien | Spiš Aréna, Spišská Nová Ves Zuschauer: 200 |

| 28. Oktober 2011 19:00 Uhr | HK Spišská Nová Ves | 3:2 n. P. (1:0, 0:1, 0:0, 0:0, 1:0) Spielbericht | Budapest Stars | Spiš Aréna, Spišská Nová Ves Zuschauer: 500 |

| 29. Oktober 2011 16:00 Uhr | HK Spišská Nová Ves | 3:5 (0:2, 1:2, 2:1) Spielbericht | EHV Sabres Wien | Spiš Aréna, Spišská Nová Ves Zuschauer: 300 |

| 29. Oktober 2011 19:00 Uhr | Budapest Stars | 4:7 (3:3, 1:2, 0:2) Spielbericht | HC Slavia Prag | Spiš Aréna, Spišská Nová Ves Zuschauer: 200 |

| 30. Oktober 2011 16:00 Uhr | HC Slavia Prag | 5:0 (2:0, 0:0, 3:0) Spielbericht | HK Spišská Nová Ves | Spiš Aréna, Spišská Nová Ves Zuschauer: 200 |

| 30. Oktober 2011 19:00 Uhr | EHV Sabres Wien | 5:3 (0:2, 1:0, 4:1) Spielbericht | Budapest Stars | Spiš Aréna, Spišská Nová Ves Zuschauer: 200 |

| Pl. |                     | Sp | S | OTS | OTN | N | Tore  | Punkte |
| --- | ------------------- | -- | - | --- | --- | - | ----- | ------ |
| 1.  | EHV Sabres Wien     | 3  | 3 | 0   | 0   | 0 | 16:08 | 9      |
| 2.  | HC Slavia Prag      | 3  | 2 | 0   | 0   | 1 | 14:10 | 6      |
| 3.  | HK Spišská Nová Ves | 3  | 0 | 1   | 0   | 2 | 06:12 | 2      |
| 4.  | Budapest Stars      | 3  | 0 | 0   | 1   | 2 | 09:15 | 1      |

## Zwischenrunde
Die Spiele der Zwischenrunde fanden vom 2. bis 4. Dezember 2011 statt. Als Austragungsort für die Gruppe E fungierte das finnische Hämeenlinna und die Gruppe F wurde in Dornbirn ausgespielt. Es qualifizierten sich jeweils die beiden Mannschaften auf den ersten Plätzen einer Gruppe für das Super Final.

### Gruppe E
Für die Spiele der Gruppe E waren HPK Hämeenlinna aus Finnland und Aisulu Almaty aus Kasachstan bereits gesetzt.
| 2. Dezember 2011 12:30 Uhr | Aisulu Almaty | 3:2 n. P. (0:1, 1:0, 1:1, 0:0, 1:0) Spielbericht | EHV Sabres Wien | Ritarihalli, Hämeenlinna Zuschauer: 53 |

| 2. Dezember 2011 16:00 Uhr | HPK Hämeenlinna | 6:3 (1:1, 3:1, 2:1) Spielbericht | ESC Planegg/Würmtal | Ritarihalli, Hämeenlinna Zuschauer: 80 |

| 3. Dezember 2011 15:00 Uhr | EHV Sabres Wien | 2:5 (0:1, 1:1, 1:3) Spielbericht | HPK Hämeenlinna | Ritarihalli, Hämeenlinna Zuschauer: 110 |

| 3. Dezember 2011 18:30 Uhr | Aisulu Almaty | 2:3 (2:1, 0:1, 0:1) Spielbericht | ESC Planegg/Würmtal | Ritarihalli, Hämeenlinna Zuschauer: 62 |

| 4. Dezember 2011 14:30 Uhr | HPK Hämeenlinna | 4:2 (0:1, 1:0, 3:1) Spielbericht | Aisulu Almaty | Ritarihalli, Hämeenlinna Zuschauer: 97 |

| 4. Dezember 2011 18:00 Uhr | ESC Planegg/Würmtal | 5:3 (2:0, 0:2, 3:1) Spielbericht | EHV Sabres Wien | Ritarihalli, Hämeenlinna Zuschauer: 67 |

| Pl. |                     | Sp | S | OTS | OTN | N | Tore  | Punkte |
| --- | ------------------- | -- | - | --- | --- | - | ----- | ------ |
| 1.  | HPK Hämeenlinna     | 3  | 3 | 0   | 0   | 0 | 15:07 | 9      |
| 2.  | ESC Planegg/Würmtal | 3  | 2 | 0   | 0   | 1 | 11:11 | 6      |
| 3.  | Aisulu Almaty       | 3  | 0 | 1   | 0   | 2 | 07:09 | 2      |
| 4.  | EHV Sabres Wien     | 3  | 0 | 0   | 1   | 2 | 07:13 | 1      |

### Gruppe F
Für die Spiele der Gruppe F sind die ZSC Lions Zürich aus der Schweiz und Tornado Moskowskaja Oblast aus Russland bereits gesetzt.
| 2. Dezember 2011 11:30 Uhr | Tornado Moskowskaja Oblast | 4:1 (1:1, 2:0, 1:0) | Brûleurs de Loups de Grenoble | Eissporthalle Messestadion, Dornbirn Zuschauer: 52 |

| 2. Dezember 2011 15:00 Uhr | ZSC Lions Zürich | 10:2 (3:1, 2:0, 5:1) | Herlev Hornets | Eissporthalle Messestadion, Dornbirn Zuschauer: 150 |

| 3. Dezember 2011 12:30 Uhr | Brûleurs de Loups de Grenoble | 2:0 (1:0, 0:0, 1:0) | Herlev Hornets | Eissporthalle Messestadion, Dornbirn Zuschauer: 63 |

| 3. Dezember 2011 16:00 Uhr | Tornado Moskowskaja Oblast | 3:1 (1:1, 1:0, 1:0) | ZSC Lions Zürich | Eissporthalle Messestadion, Dornbirn Zuschauer: 268 |

| 4. Dezember 2011 13:00 Uhr | Herlev Hornets | 1:11 (1:3, 0:4, 0:4) | Tornado Moskowskaja Oblast | Eissporthalle Messestadion, Dornbirn Zuschauer: 53 |

| 4. Dezember 2011 16:30 Uhr | ZSC Lions Zürich | 2:0 (0:0, 1:0, 1:0) | Brûleurs de Loups de Grenoble | Eissporthalle Messestadion, Dornbirn Zuschauer: 147 |

| Pl. |                               | Sp | S | OTS | OTN | N | Tore  | Punkte |
| --- | ----------------------------- | -- | - | --- | --- | - | ----- | ------ |
| 1.  | Tornado Moskowskaja Oblast    | 3  | 3 | 0   | 0   | 0 | 18:03 | 9      |
| 2.  | ZSC Lions Zürich              | 3  | 2 | 0   | 0   | 1 | 13:05 | 6      |
| 3.  | Brûleurs de Loups de Grenoble | 3  | 1 | 0   | 0   | 2 | 03:06 | 3      |
| 4.  | Herlev Hornets                | 3  | 0 | 0   | 0   | 3 | 03:23 | 0      |

## Super Final
Das Super Final fand vom 24. bis 26. Februar 2012 statt. Wie im Vorjahr war keiner der vier Endrundenteilnehmer gesetzt. Lediglich über die zwei Qualifikationsrunden konnten sich vier Mannschaften qualifizieren.
| 24. Februar 2012 14:00 Uhr | ESC Planegg/Würmtal | 2:3 (2:0, 0:1, 0:2) Spielbericht | HPK Hämeenlinna | Metritiski-areena, Hämeenlinna Zuschauer: 251 |

| 24. Februar 2012 18:00 Uhr | ZSC Lions Zürich | 1:2 (1:1, 0:0, 0:1) Spielbericht | Tornado Moskowskaja Oblast | Metritiski-areena, Hämeenlinna Zuschauer: 152 |

| 25. Februar 2012 14:00 Uhr | Tornado Moskowskaja Oblast | 9:1 (3:0, 5:0, 1:1) Spielbericht | ESC Planegg/Würmtal | Metritiski-areena, Hämeenlinna Zuschauer: 114 |

| 25. Februar 2012 18:00 Uhr | HPK Hämeenlinna | 2:6 (1:3, 1:2, 0:1) Spielbericht | ZSC Lions Zürich | Metritiski-areena, Hämeenlinna Zuschauer: 319 |

| 26. Februar 2012 14:00 Uhr | ZSC Lions Zürich | 3:2 (0:1, 1:0, 2:1) Spielbericht | ESC Planegg/Würmtal | Metritiski-areena, Hämeenlinna Zuschauer: 96 |

| 26. Februar 2012 18:00 Uhr | HPK Hämeenlinna | 1:5 (0:0, 1:2, 0:3) Spielbericht | Tornado Moskowskaja Oblast | Metritiski-areena, Hämeenlinna Zuschauer: 424 |

| Pl.            |                            | Sp | S | OTS | OTN | N | Tore  | Punkte |
| Goldmedaille   | Tornado Moskowskaja Oblast | 3  | 3 | 0   | 0   | 0 | 16:03 | 9      |
| Silbermedaille | ZSC Lions Zürich           | 3  | 2 | 0   | 0   | 1 | 10:06 | 6      |
| Bronzemedaille | HPK Hämeenlinna            | 3  | 1 | 0   | 0   | 2 | 06:13 | 3      |
| 4.             | ESC Planegg/Würmtal        | 3  | 0 | 0   | 0   | 3 | 05:15 | 0      |

### Beste Scorerinnen
Quelle IIHF; Abkürzungen: Sp = Spiele, T = Tore, V = Vorlagen, Pkt = Punkte, +/− = Plus/Minus; Fett: Turnierbestwert
| Spieler            | Team               | Sp | T | V | Pkt | +/− | SM |
| ------------------ | ------------------ | -- | - | - | --- | --- | -- |
| Danijela Rundqvist | Moskowskaja Oblast | 3  | 1 | 6 | 7   | +3  | 8  |
| Galina Skiba       | Moskowskaja Oblast | 3  | 2 | 4 | 6   | +4  | 0  |
| Melissa Jaques     | Moskowskaja Oblast | 3  | 3 | 2 | 5   | +4  | 4  |
| Elin Holmlöv       | Moskowskaja Oblast | 3  | 2 | 3 | 5   | +4  | 0  |
| Tatjana Burina     | Moskowskaja Oblast | 3  | 2 | 2 | 4   | +1  | 0  |
| Jana Kapustová     | Moskowskaja Oblast | 3  | 2 | 2 | 4   | −1  | 2  |

### Beste Torhüterinnen
Abkürzungen: Sp = Spiele, TOI = Eiszeit (in Minuten), GT = Gegentore, SO = Shutouts, Sv% = gehaltene Schüsse (in %), GTS = Gegentorschnitt; Fett: Turnierbestwert
| Spieler        | Team               | Sp | TOI    | GT | SO | Sv%   | GTS  |
| -------------- | ------------------ | -- | ------ | -- | -- | ----- | ---- |
| Kim Martin     | Moskowskaja Oblast | 2  | 118:54 | 2  | 0  | 95,12 | 1,01 |
| Anna Vanhatalo | Zürich             | 3  | 179:36 | 6  | 0  | 94,44 | 2,00 |

### Auszeichnungen
| Auszeichnung        | Spieler        | Team                       |
| ------------------- | -------------- | -------------------------- |
| Beste Torhüterin    | Anna Vanhatalo | ZSC Lions Zürich           |
| Beste Verteidigerin | Inna Djubanok  | Tornado Moskowskaja Oblast |
| Beste Stürmerin     | Melissa Jaques | Tornado Moskowskaja Oblast |

### Siegermannschaft
| European-Women-Champions-Cup-Sieger Tornado Moskowskaja Oblast | Torhüterinnen: Kim Martin, Anna Prugowa Verteidigerinnen: Inna Djubanok, Jekaterina Nikolajewa, Olga Permjakowa, Kristina Petrowskaja, Soja Polunina, Anna Schtschukina, Swetlana Tkatschowa Angreiferinnen: Tatjana Burina, Elin Holmlöv, Melissa Jaques, Jana Kapustová, Swetlana Kolmykowa, Danijela Rundqvist, Marija Schepelinskaja, Marina Sergina, Galina Skiba, Jekaterina Smolina Cheftrainer: Alexei Tschistjakow |